# Panagrolaimus kolymaensis
Panagrolaimus kolymaensis è una specie di Nematode o verme cilindrico, che è stato scoperto nel 2018 vicino al fiume Kolyma nel permafrost Siberiano. Lo strato dove sono stati rinvenuti i nematodi, a 40 metri di profondità, conteneva materiale vegetale che è stato sottoposto a datazione radiometrica con il metodo del 14C. L'indagine ha rivelato che il materiale e quindi i vermi, provenivano del tardo Pleistocene, circa 46.000 - 48.000 anni fa. Gli esemplari, che erano congelati, sono stati scongelati e riportati in vita in un laboratorio in Russia. In vari laboratori in Germania, è stato di seguito determinato che P. kolymaensis porta geni necessari alla criptobiosi, un processo che porta l'organismo in uno stato di vita senza metabolismo. Caenorhabditis elegans, un altro nematode e organismo modello, possiede gli stessi geni per la criptobiosi. Tutte e due appartengono allo stesso Ordine

## Caratteristiche
P. kolymaensis è partenogenica e triploide.

## Ricerca
La larve di C. elegans, chiamata dauerlarve, è in grado di entrare in criptobiosi. Lo studio di P. kolymaensis adulto accanto alla dauerlarve di C. elegans, ha dimostrato che ambedue contengono i geni per potere entrare in criptobiosi mediante la produzione di trealosio, un disaccaride che consiste di due molecole di glucosio. Questo disaccaride consente all'organismo di superare la mancanza di acqua e di sopportare temperature molto calde o fredde. Dopo avere scoperto che i due nematodi contengono i geni per la criptobiosi e sapendo che P. kolymaensis è sopravvissuto circa 47.000 anni in condizioni estremi per la vita, è stato studiato e visto che anche C. elegans è in grado di sopravvivere a lungo. Anche se si tratta di soli 480 giorni in mancanza di acqua e a una temperatura di -80 °C, per C. elegans è comunque un record di tempo di sopravvivenza a queste condizioni estreme.

## Curiosità
Il 25 novembre 2023, il divulgatore scientifico Adrian Fartade ha proposto per il nuovo nematode il soprannome "Fry", in riferimento al protagonista di Futurama Philip J. Fry, rimasto ibernato per mille anni.